# Rafael Marín
Rafael Marín (Cádiz, 1959. –) spanyol regényíró, fordító, képregény-író. A spanyol fantasztikus irodalom egyik kiemelkedő alakja. A Marvel Comics forgatókönyvírója.
Az 1980-as években kezdett el publikálni. Elsőként a Nunca digas buenas noches a un extraño (1978) című novellája jelent meg. Kiemelkedő alkotása a Lágrimas de luz (1984) című regénye. A képregények történetét is kutatja, tanulmányokat írt a Pókember- és a Watchmen-jelenségről. Hazájában számos irodalmi díjjal tüntették ki.

## Művei
- Lágrimas de luz (1984)
- Unicornios sin cabeza (1987)
- Trilogy La Leyenda del Navegante: Crisei, Arce és Génave (1992)
- El muchacho inca (1993)
- Ozymandias (1996)
- Mundo de dioses (1998)
- Contra el tiempo (2001, Juan Miguel Aguilerával)
- La piel que te hice en el aire (2001)
- La sed de las panteras (2002)
- El centauro de piedra (2002)
- Detective sin licencia (2004)
- Elemental, querido Chaplin (2005)
- La leyenda del Navegante (2006)
- Juglar (2006)
- El anillo en el agua (2008)
- Piel de fantasma (2010)
- La ciudad enmascarada (2011)
- El niño de Samarcanda (2011)
- Las campanas de Almanzor (2011)
- Oceanum (2012, Juan Miguel Aguilerával)
- Los espejos turbios (2012)
- Lona de tinieblas (2013)
- Está lleno de estrellas (2015)

### Magyarul
- Bibliopolisz (Galaktika 182. szám, 2005. május)[8]
- Sherlock Holmes és az Einstein-gyár; ford. Horváth Hermina; Metropolis Media, Bp., 2009 (Metropolis könyvek)